# Стратегічна географія
Стратегічна географія - комплексна наука, яка охоплює стратегічні аспекти фізичної, економічної, соціальної, політичної та військової географій, виявляє, описує і вивчає стратегічні властивості соціального та географічного середовища та їх вплив на інші компоненти геостратегії. Є однією із складових частин геостратегії як необхідний і невід'ємний її компонент в частині інформаційного забезпечення.
Тісно взаємопов'язана з геоінформаційними системами. В ієрархії політичних наук займає підлегле становище по відношенню до таких дисциплін як політологія, геополітика, геостратегія. Здійснює інформаційне забезпечення вищого політичного і військового керівництва держави або союзу держав. Надає геостратегії спеціальні засоби і методи для вирішення тактичних і стратегічних завдань у рамках здійснення геополітичної мети держави або групи держав.
Стратегічна географія поділяється на дисципліни:
- Загальна стратегічна географія;
- Військова стратегічна географія;
- Бізнес-стратегічна географія;
- Національна стратегічна географія;
- Регіональна стратегічна географія або стратегічне країнознавство;
- Глобальна стратегічна географія;
- Морська стратегічна географія.